# 金山街道 (驻马店市)
金山街道，是中华人民共和国河南省驻马店市驿城区下辖的一个乡镇级行政单位。

## 行政区划
金山街道下辖以下地区：
翟庄社区、贾庄社区和界牌社区。